# کراسکوو (استان اوپوله)
کراسکوو (به لهستانی: Krasków) یک منطقهٔ مسکونی در لهستان است که در گمینا کلوچبورک واقع شده‌است.